# Ахмад аль-Мустаин Биллах

Династия Аббасидов в IX веке

Абу́ль-Абба́с А́хмад аль-Мустаи́н Билла́х (араб. أبو العباس أحمد المستعين بالله‎) — правитель из династии Аббасидов с 862 по 866 годы.

## Избрание
После смерти халифа аль-Мунтасира, тюркские командиры провели совет, на котором выбрали халифом аль-Мустаина. Факт избрания правителя Арабского халифата тюрками не нравился арабам, но они уже ничего не могли с этим поделать. Фактическая власть в халифате принадлежала тюркам.

## Правление
Армия арабов потерпела поражение под Малатьей от византийцев в 863 году. В битве погиб командующий Умар аль-Акта. Потерпела поражение и другая армия, чей командующий Али аль-Армани также погиб в битве. Народ был возмущён действиями власти, богатые жители начали сбор средств для обороны границ.
Халифат сотрясали восстания. Восстания возглавляли представители рода Алидов, восстания происходили в Куфе, Рее и Табаристане. Два восстания в Куфе были подавлены.
Разногласия между тюркскими командирами и аль-Мустаином привели к тому, что аль-Мустаину пришлось покинуть Самарру и перебраться в Багдад. В 865 году был освобождён из заключения Зубайр аль-Мутазз и большинство оставшихся в Самарре турок провозгласило его халифом.
Аль-Мустаин вынужден отказаться от престола в пользу аль-Мутазз в обмен на проживание в Медине с выплатой ему годового жалования. Однако вместо того, чтобы поселиться в Медине аль-Мустаин остаётся в Багдаде и по приказу аль-Мутазза он был казнён в 866 году. Отрубленную голову привезли халифу аль-Мутаззу.